# Daniël Zuiverloon
Daniël Zuiverloon (Velsen, 4 mei 1993) is een voormalig Nederlands profvoetballer van Surinaamse afkomst die als verdediger voor Telstar speelde.

## Carrière
Daniël Zuiverloon speelde in de jeugd van AFC en AZ, waar hij in 2012 vertrok om bij Telstar te spelen. Hij debuteerde voor Telstar in de Eerste divisie op 10 februari 2013, in de met 6-2 verloren uitwedstrijd tegen FC Volendam. Zuiverloon kwam in de 75e minuut in het veld voor Sjaak Lettinga. Na deze wedstrijd zou hij niet meer voor Telstar spelen, en na dit ene seizoen vertrok hij naar ADO '20, waar hij ook één seizoen speelde. Via OFC kwam hij bij RKVV Velsen terecht, waar hij sinds 2016 speelt.

### Statistieken
| Seizoen                       | Club           | Land           | Competitie     | Competitie | Competitie | Beker | Beker | Totaal | Totaal |
| Seizoen                       | Club           | Land           | Competitie     | Wed.       | Dlp.       | Wed.  | Dlp.  | Wed.   | Dlp.   |
| ----------------------------- | -------------- | -------------- | -------------- | ---------- | ---------- | ----- | ----- | ------ | ------ |
| 2012/13                       | Telstar        | Nederland      | Eerste divisie | 1          | 0          | 0     | 0     | 1      | 0      |
| Carrièretotaal                | Carrièretotaal | Carrièretotaal | Carrièretotaal | 19         | 1          | 1     | 0     | 20     | 1      |
| Bijgewerkt op 3 februari 2019 |                |                |                |            |            |       |       |        |        |